# Casa Milani (Pavia)
Casa Milani è un palazzo di Pavia, in Lombardia.

## Storia e descrizione
Nel 1911 Attilio Bazzoni sottopose alle autorità comunali la domanda per la riforma del progetto e per il sovralzo di un piano della sua casa, nella quale stava già effettuando lavori di migliorie interne. Il progetto venne approvato lo stesso anno, pur con qualche contrarietà da parte della commissione comunale. Non stupisce tale giudizio estetico a proposito della più significativa realizzazione del Liberty a Pavia, confermando la tendenza tradizionalista dei commissari comunali, che ritenevano lo stile modernista poco consono a edifici situati entro la cerchia urbana e destinati alla borghesia.
Purtroppo non si conosce il nome del progettista, che comunque fu ispirato dai modelli di altri paesi europei, probabilmente mediati attraverso gli esempi milanesi. La palazzina d'abitazione a tre piani si affaccia sulla piazza con il prospetto ornato da un ricco repertorio floreale di fasce a bassorilievo, mensole e incorniciature delle finestre, motivi di listelli, lesene pensili sormontate da teste femminili e concluse da mascheroni. I balconcini hanno ferri battuti con tralci d'alloro, cementi decorati a stampo e pilastrini in pietra sorretti da protomi leonine. Nella sottogronda un fregio con motivi di ninfee dipinte da Ezechiele Acerbi è ora quasi completamente cancellato, ma la nota cromatica resta comunque affidata all'accostamento dei diversi materiali (predomina il rosso dei decori) e degli intonaci del paramento murario. Nella casa visse tutta la vita e morì nel 2022 il noto scrittore e fumettista pavese Mino Milani.